# Broad Ripple High School
Die Broad Ripple High School, gegründet 1886, war eine Highschool in Indianapolis im Bezirk der Indianapolis Public Schools (IPS). Die Schule hatte rund 1.500 Schüler, welche mehrheitlich afro-amerikanischer Herkunft waren. Das Maskottchen der Schule war eine Rakete (Broad Ripple Rockets), Schulfarben waren Orange-Schwarz. Die Schule wurde 2018 aufgrund sinkender Schülerzahlen geschlossen.

## Geschichte
Die Broad Ripple Highschool wurde 1886 im Ort Broad Ripple gegründet und startete den Schulbetrieb mit sieben Schülern. Um die Jahrhundertwende fiel die Schule einem Feuer zum Opfer, wurde jedoch umgehend wieder aufgebaut. In den folgenden Jahren wurden mehr Kurse ins Angebot aufgenommen und auch die Zahl der Schüler stieg kontinuierlich. 1923 wurde die Schule in die Indianapolis Public Schools eingegliedert, als Indianapolis den zuvor eigenständigen Ort Broad Ripple in die Stadt eingliederte. Während der 30er und 40er Jahre wuchs die Schule weiter. Während der 60er Jahre war die Broad Ripple Highschool die führende städtische Schule in Indianapolis. Früher eine Schule des weißen Mittelstandes, wurde Broad Ripple in den 70er Jahren nach der Aufhebung der Rassentrennung zu einer Schule mit schwarzer Mehrheit, weil viele weiße Familien in die Vororte zogen.
Später bestand der Campus aus vier Gebäuden, die alle miteinander verbunden waren. Die Schule war  in vier „Small Schools“ gegliedert und beherbergte das Magnetprogramm für Geisteswissenschaften (Humanities) und Kunst (Art).

## Schließung der Schule
Aufgrund rückläufiger Schüleranmeldungen und schlechter Leistungen  beschloss IPS im Juni 2017, die Schule zum Ende des Schuljahrs 2017/2018 zu schließen. Ebenfalls geschlossen wurden die Arlington Highschool und die Northwest Highschool. Alle sieben High Schools des Districts zusammen waren für 15 000 Schüler ausgelegt, es gab aber nur 5 000 Anmeldungen. Im Laufe von 50 Jahren fielen die Schülerzahlen von über 100 000 auf 30 000. Geplant ist eine Neueröffnung der Schule.

## Ehemalige Schüler
Folgende Persönlichkeiten gingen in Broad Ripple High School zur Schule:
- Stephen Goldsmith, Politiker, 1964
- David Letterman (* 1947), Moderator und Komiker, 1965
- Rosevelt Colvin, Footballspieler, 1995
- Wayne Gretzky (* 1961), Eishockeylegende
- Abraham Benrubi (* 1969), Schauspieler